# 廷哈卡
廷哈卡是哥倫比亞的城鎮，位於該國東北部，由博亞卡省負責管轄，距離首府通哈48公里，始建於1556年，面積79平方公里，海拔高度2,111米，2005年人口2,889。
5°34′N 73°39′W / 5.567°N 73.650°W